# Philippe Mahut
Philippe Mahut (ur. 4 marca 1957 w Lunery, zm. 8 lutego 2014 w Paryżu) – francuski piłkarz, grał na pozycji obrońcy.

## Kariera klubowa
Karierę piłkarską Mahut rozpoczął w zespole RC Fontainebleau, w którym grał w latach 1974–1976. Następnie przeszedł do Troyes AC i w jego barwach zadebiutował w pierwszej lidze francuskiej w sezonie 1976/1977. Był podstawowym zawodnikiem zespołu i grał w nim przez dwa sezony.
Latem 1978 roku Mahut odszedł z Troyes do FC Metz. Przez cztery lata zdobył dla tego klubu 2 bramki w 135 rozegranych ligowych meczach. W 1982 roku przeszedł do AS Saint-Étienne. Jego pobyt w tym klubie trwał dwa lata, a zawodnik wystąpił w nim 65 razy strzelając 2 gole.
W 1984 roku Mahut został piłkarzem paryskiego Racingu Club de France. W 1985 roku spadł z nim jednak do drugiej ligi. Pobyt w Division 2 trwał jeden sezon i w 1986 roku Racing wygrał te rozgrywki powracając do pierwszej ligi. W 1988 roku Mahut opuścił klub stając się zawodnikiem drugoligowca, Stade Quimpérois. Po dwóch latach zmienił drużynę. Został piłkarzem Le Havre AC. W 1991 roku wygrał z nim rozgrywki drugiej ligi awansując tym samym do Ligue 1. W 1993 roku mając 37 lat zakończył karierę sportową.
| Sezon   | Klub             | Kraj    | Rozgrywki | Mecze | Bramki |
| ------- | ---------------- | ------- | --------- | ----- | ------ |
| 1974/75 | RC Fontainebleau | Francja | Ligue 2   | 19    | 0      |
| 1975/76 | RC Fontainebleau | Francja | Ligue 2   | 30    | 0      |
| 1976/77 | Troyes AC        | Francja | Ligue 1   | 28    | 0      |
| 1977/78 | Troyes AC        | Francja | Ligue 1   | 26    | 0      |
| 1978/79 | FC Metz          | Francja | Ligue 1   | 32    | 0      |
| 1979/80 | FC Metz          | Francja | Ligue 1   | 32    | 0      |
| 1980/81 | FC Metz          | Francja | Ligue 1   | 37    | 0      |
| 1981/82 | FC Metz          | Francja | Ligue 1   | 34    | 2      |
| 1982/83 | AS Saint-Étienne | Francja | Ligue 1   | 35    | 1      |
| 1983/84 | AS Saint-Étienne | Francja | Ligue 1   | 30    | 1      |
| 1984/85 | RC Paris         | Francja | Ligue 1   | 32    | 0      |
| 1985/86 | RC Paris         | Francja | Ligue 2   | 31    | 10     |
| 1986/87 | RC Paris         | Francja | Ligue 1   | 37    | 0      |
| 1987/88 | RC Paris         | Francja | Ligue 1   | 31    | 2      |
| 1988/89 | Stade Quimpérois | Francja | Ligue 2   | 33    | 1      |
| 1989/90 | Stade Quimpérois | Francja | Ligue 2   | 15    | 2      |
| 1989/90 | Le Havre AC      | Francja | Ligue 2   | 15    | 1      |
| 1990/91 | Le Havre AC      | Francja | Ligue 2   | 32    | 4      |
| 1991/92 | Le Havre AC      | Francja | Ligue 1   | 38    | 1      |
| 1992/93 | Le Havre AC      | Francja | Ligue 1   | 30    | 1      |

## Kariera reprezentacyjna
W reprezentacji Francji Mahut zadebiutował 9 września 1981 roku w przegranym 0:2 spotkaniu eliminacji do Mistrzostw Świata 1982 z Belgią. W 1982 roku został powołany przez selekcjonera Michela Hidalgo na ten turniej. Był tam rezerwowym zawodnikiem i zagrał jedynie w meczu o 3. miejsce z Polską (2:3). Ostatni mecz w kadrze narodowej rozegrał 23 marca 1983 roku przeciwko Związkowi Radzieckiemu (1:1). Łącznie rozegrał w niej 9 spotkań.

## Kariera trenerska
Od 2008 roku Mahut pełnił funkcję selekcjonera reprezentacji Laosu.